# Goulven Laurent
Goulven Laurent (* 1925 in Lanarvily; † 2008)  war ein französischer Wissenschaftshistoriker.
Laurent studierte zunächst Theologie in Angers und unterrichtete dann  Mathematik, Geschichte und Geographie in Lesneven und Brest, während er an der Universität Rennes studierte. 1966 wurde er Professor für Geographie am Institut catholique in Angers, an dem er 1984 Direktor der Abteilung Literatur und Geschichte war und dann Bibliothekar. 1996 ging er in den Ruhestand.
Er war an Prähistorie interessiert und unternahm Ausgrabungen unter André Leroi-Gourhan. Als Wissenschaftshistoriker befasste er sich mit Geschichte der Paläontologie und Evolutionstheorie besonders in Frankreich und speziell Jean-Baptiste de Lamarck. Das war auch Gegenstand seiner Dissertation 1984 bei Jacques Roger (wobei auch Charles Gillispie Gutachter der Dissertation war).
Er befasste sich auch mit Étienne Geoffroy Saint-Hilaire, Edward Drinker Cope (als Lamarckisten), Louis Agassiz, Georges Cuvier, Jean Baptiste Julien d’Omalius d’Halloy, Henri Marie Ducrotay de Blainville, Constant Prévost, Jean-Guillaume Bruguière und Teilhard de Chardin.

## Schriften
- Lamarck et la paléontologie. In: Annales CEHN. 1, 1981, S. 27–48.
- Nachwort zu Georges Cuvier: Discours sur les révolutions de la surface du globe et sur les changements qu'elles ont produits dans le règne animal. Bourgois, Paris 1985, ISBN 2-267-00424-0, S. 311–333.
- Paléontologie et évolution en France de 1800 à 1860. Une histoire des idées de Cuvier et Lamarck à Darwin (= Mémoires de la Section d'Histoire des Sciences et des Techniques. 4). Éditions du CTHS, Paris 1987, ISBN 2-7355-0126-4 (seine Dissertation 1984).
- als Herausgeber mit Jacques Roger: Lamarck: Articles d'histoire naturelle. Belin, Paris 1991, ISBN 2-7011-1314-8.
- als Herausgeber: Jean-Baptiste Lamarck. 1744–1829. (Colloque organisé en 1994 à l'occasion du 250e anniversaire de sa naissance). Éditions du CTHS, Paris 1997, ISBN 2-7355-0364-X.
- La Naissance du transformisme. Lamarck entre Linné et Darwin. Vuibert u. a., Paris 2001, ISBN 2-7117-5348-4.
- Lamarck. De la philosophie du continu à la science du discontinu. In: Revue d'histoire des sciences. Bd. 28, Nr. 4, 1975, ISSN 0151-4105, S. 327–360, doi:10.3406/rhs.1975.1180.